# منتخب الدنمارك لهوكي الجليد للسيدات
منتخب الدنمارك الوطني لهوكي الجليد للسيدات هو ممثل الدنمارك الرسمي في المنافسات الدولية في هوكي الجليد للسيدات.